# Fitz Hugh Ludlow

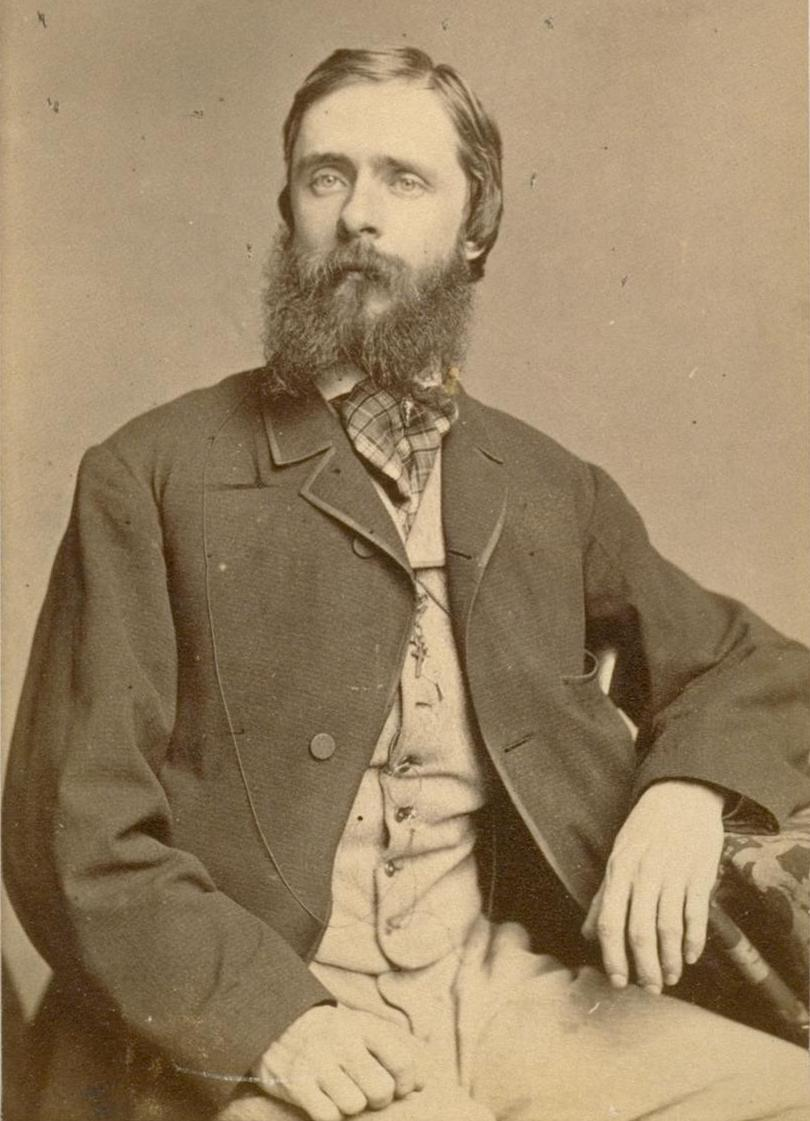
Fitz Hugh Ludlow (Fotografie von Julius Brill)

Fitz Hugh Ludlow (* 11. September 1836 in New York City; † 12. September 1870) war ein US-amerikanischer Schriftsteller.

## Leben
Er wurde als Sohn eines sklavereifeindlichen Predigers geboren und erhielt als Knabe eine gründliche humanistische Ausbildung.
Vielleicht versetzten ihn diese Kenntnisse in die Lage, seine Rauschzustände so beredt, aber auch so distanziert zu beschreiben. Unter den Gründen, die den jungen Schriftsteller (und Freund von Mark Twain) veranlassten, Experimente mit Haschisch zu unternehmen, war einer die Vermutung oder Hoffnung, dass sich ihm dadurch ein Sesam voller Bildwerk und Erfindungsreichtum öffne, wie er sich in 1001 Nacht widerspiegelt. In diesen Geschichten wurde Haschisch erwähnt, und vermutete er, ihre Erfindung sei auf den Gebrauch der Droge zurückzuführen.
In der Apokalypse des Haschisch enthüllt sich Ludlow als ein Verkünder pythagoreischer Philosophie, die ihm selten so klar wurde wie unter dem Einfluss der Droge. Pythagoras soll Ägypten und Indien bereist haben, und Ludlow nahm an, dass dieser selbst auch zu den Haschischessern gehörte: Erzählt mir nicht, dass er sein Geheimnis aus Phönizien mitbrachte ... Nein! Die beiden Mutterländern der Nepenthe (von Homer beschriebenes Rauschmittel der Antike), da ist kein Zweifel, dass er sein apokalyptisches Quantum trank und durch die schrecklich belebende Wirkung zum Bewusstsein dieser allgegenwärtigen und strömenden Harmonie gelangte.
Sein Werk Der Haschischesser oder Ausschnitte aus dem Leben eines Pythagoräers wurde 1857 anonym veröffentlicht. Er schrieb damit das dicke Buch, das laut Théophile Gautier (1811–1872) notwendig war, um eine Haschisch-Halluzination darzustellen.

## Veröffentlichungen (Auswahl)
- The heart of the continent : a record of travel across the plains and in Oregon, with an examination of the Mormon principle, Erstauflage 1870
- Little brother : and other genre-pictures, Erstauflage 1867
- On horseback into Oregon, Erstauflage 1864
- Der Haschisch-Esser – Klassiker der berauschten Weltliteratur. Vorwort von Mathias Bröckers, Nachtschatten Verlag, Solothurn 2001, 260 S., ISBN 3-907080-72-6.